# ماینلیر کلاس هاتسوتکا
ماینلیر کلاس هاتسوتکا (به انگلیسی: Hatsutaka-class minelayer) یک کلاس از کشتی است که طول آن ۹۱٫۰۰ متر (۲۹۸ فوت ۷ اینچ) می‌باشد.